# Now I'm Here
"Now I'm Here" é uma canção da banda inglesa de rock Queen. A sexta música no seu terceiro álbum, Sheer Heart Attack, que foi escrita pelo guitarrista Brian May, enquanto ele estava no hospital com hepatite. A canção é conhecida pelo seu riff duro e harmonias vocais. No Reino Unido, a canção atingiu o número 11 nas paradas, quando lançada como single em 1975. A canção era uma das favoritas ao vivo, realizado em praticamente todos os shows a partir de Outubro de 1974 a 1986 (com as únicas exceções sendo o show em Hyde Park de 1976 e o Live Aid). 

## Ficha técnica
Banda
- John Deacon - baixo
- Freddie Mercury - vocais
- Brian May - vocais de apoio, guitarra e composição
- Roger Taylor - bateria e vocais de apoio